# Murine
Murine (wł. Morno) – wieś w Chorwacji, w żupanii istryjskiej, w mieście Umag. W 2011 roku liczyła 935 mieszkańców.